# 泰勒谷
77°37′S 163°00′E / 77.617°S 163.000°E
泰勒谷（英語：Taylor Valley）是南極洲的山谷，位於麥克默多乾燥谷南端的維多利亞地橫貫南極山脈，麥克默多灣西部，山谷自泰勒冰川延伸至麥克默多灣西部（新港東部、探險者灣西北部），長約29公里。

## 地理
它曾經被後退前的泰勒冰川所佔據，故此得名。其中，邦尼湖位在泰勒谷西部，弗里克塞爾湖位在山谷東部，而霍爾湖、查德湖、木默池、帕雷拉池及波普爾維爾湖（Lake Popplewell）則位於兩者之間。邦尼湖東側還有皮爾斯谷。泰勒谷是由位在其北部的阿斯加德山脈與賴特谷所分開，且由位在其南部的庫克里山與費拉爾冰川所分開。泰勒谷最南端為主要無冰的奎因沖溝，從麥唐納山和約爾特山之間一直延伸到新港的探險者灣，它由南極洲名稱諮詢委員會於1997年以南極支持協會大陸航空運營主管托馬斯·奎因（Thomas Quinn）的名字命名。

## 發現
泰勒谷於被英國國家南極考察隊（1901年至1904年）所發現，其後的英國國家南極考察隊（1907年至1909年與1910年至1913年）更充分地探索，並以澳大利亞地質學家托馬斯·格里菲斯·泰勒命名。

## 地質
在右側的傾斜航空照片中，棕褐色帶是來自比肯超群的砂岩層，在2.5億至4億年前的淺海底部形成一系列的沉積岩層。在這段時期，地球南方的大陸被鎖定在岡瓦那大陸。劃分砂岩的黑色岩石區域是地下形成的粗粒玄武岩。
大約1.8億年前的大型噴發，造成獨特的粗粒玄武岩岩石群固化或岩床，是一個大規模的火山管道系統的遺跡。 此爆發可能會幫助了解岡瓦那大陸的分裂。

## 外部連結

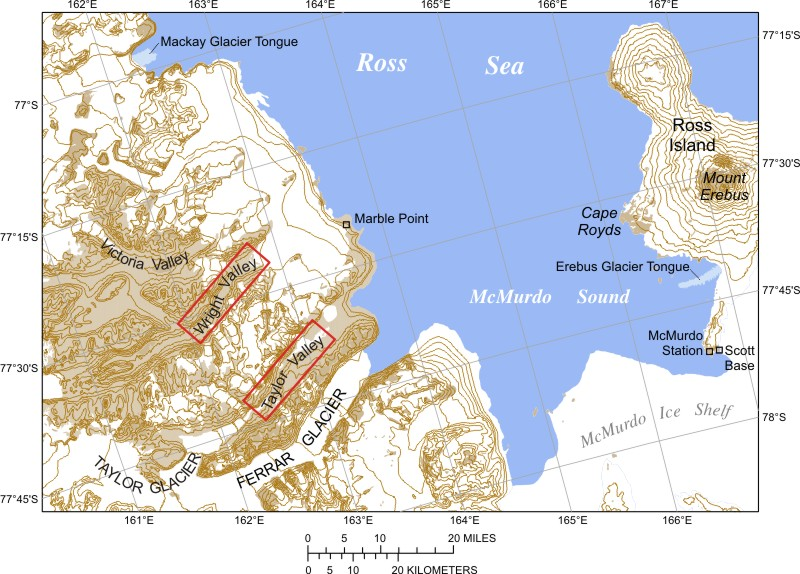
泰勒谷的地理位置

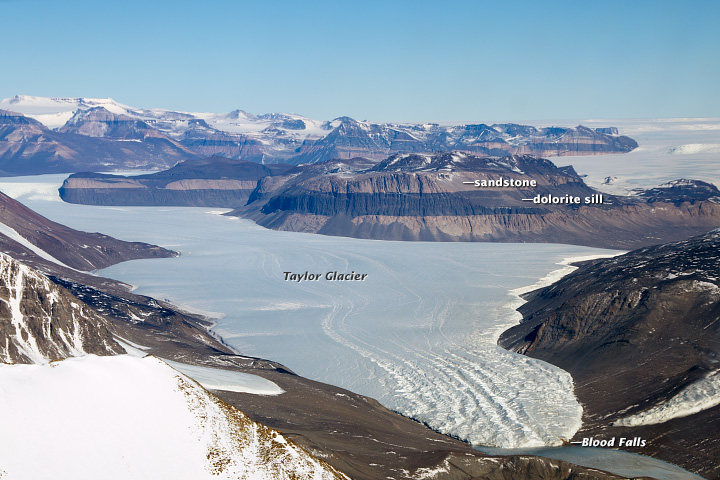
泰勒谷、泰勒冰川及血瀑布，攝於2013年

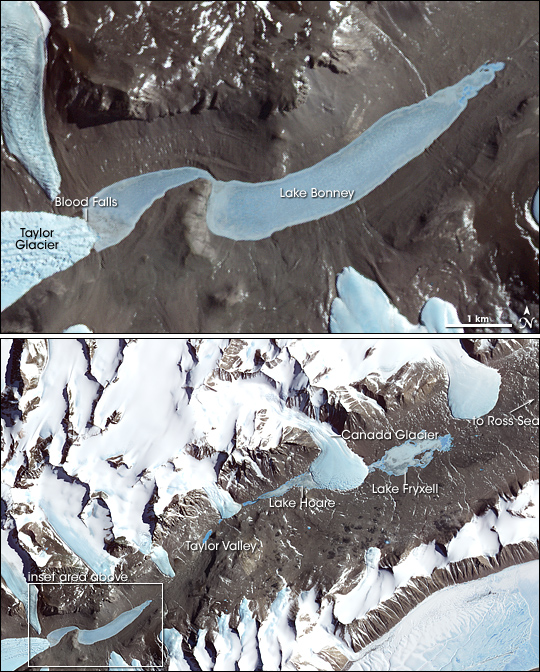
泰勒谷與邦尼湖的衛星圖像

- USGS Geographic Names Database - Taylor Valley
- Map of the McMurdo Dry Valleys and Ross Island[永久]